# Dalton School

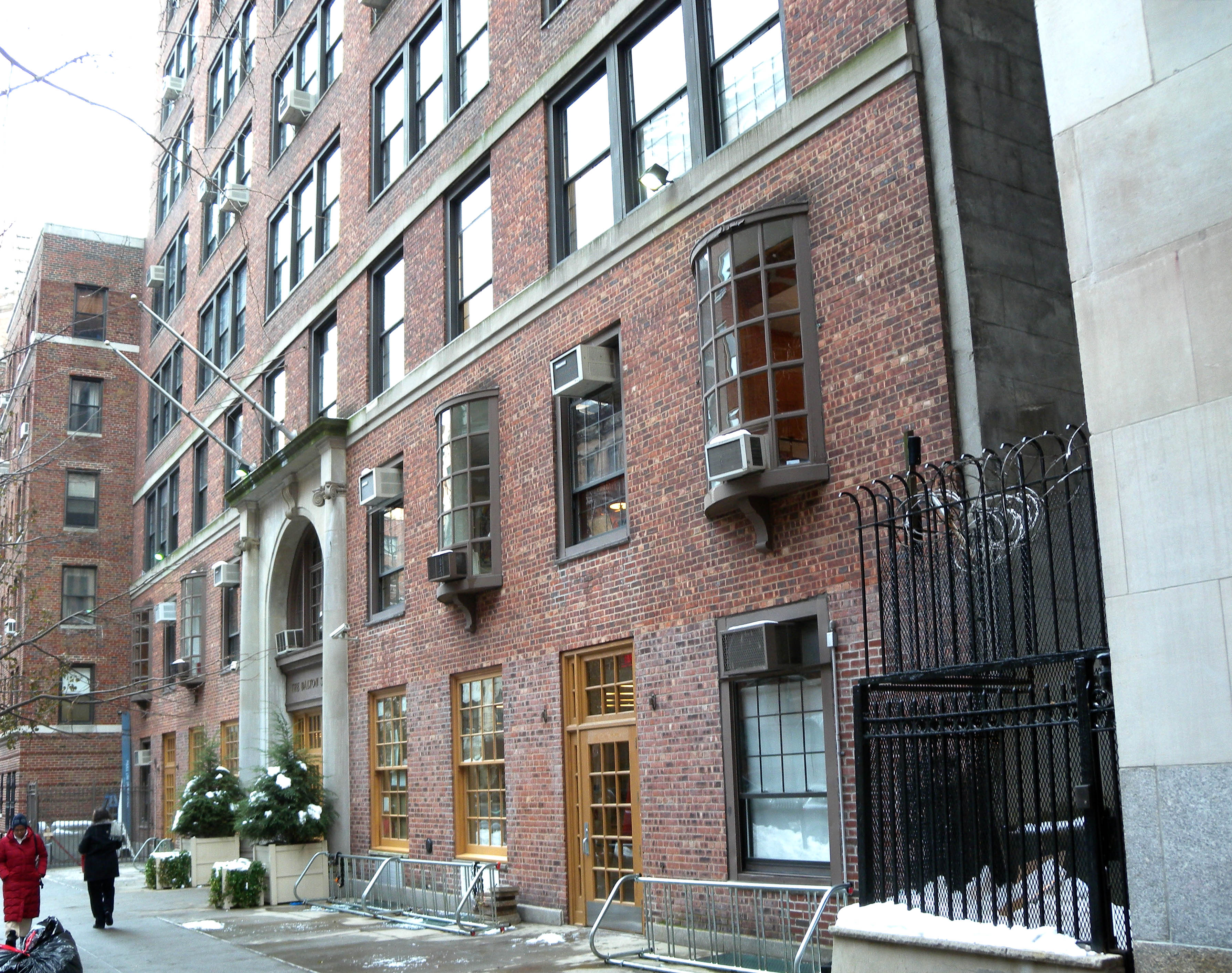
Vista da fachada

Dalton School, originalmente Children's University School, é uma escola particular preparatória para faculdades, no Upper East Side de Nova Iorque e membro da Ivy Preparatory School League e da New York Interschool. A escola está localizada em quatro edifícios em Manhattan.

## Pessoas notáveis

### Alunos
- Ronnie Abrams, juiz[2]
- Dan Barber, chefe[3]
- Chevy Chase, ator[4]
- Anderson Cooper, jornalista[5]
- Rachel Covey, atriz[6]
- Claire Danes, atriz[7]
- Naomi Ekperigin, escritor e comediante[8]
- Edgar de Evia, fotógrafo[9]
- Samuel R. Delany, escritor[10]
- Maxim Dlugy, mestre de xadrez[11]
- Shaun Donovan (nascido em 1966), antigo Secretário de Habitação e Desenvolvimento Urbano dos Estados Unidos e Diretor da Secretaria de Gestão e Orçamento, concorrendo ao cargo de prefeito de Nova Iorque[12]
- Noah Emmerich, ator[13][14]
- Mark Feuerstein, ator[15]
- Frances FitzGerald, jornalista[16]
- Barrett Foa, ator[17]
- Helen Frankenthaler, pintora expressionista abstrata[18]
- Laura Geller, rabina[19]
- Alexis Glick, personalidade da televisão[20]
- Carol Grace, atriz[21]
- Jennifer Grey, atriz[22]
- Jefferson Y. Han, pesquisador científico[23]
- Hannah Higgins, escritor[24]
- Marni Hodgkin, editor de livros infantis[25]
- A. J. Jacobs, jornalista[26]
- Max Joseph, cineasta[27]
- Brooks Kerr, pianista de jazz[28]
- Rachel P. Kovner, indicada para o cargo de juíza federal dos Estados Unidos[29]
- Dylan Lauren, empresária[30]
- Steve Lemme, ator[31]
- Sean Lennon, músico[32]
- Andrew Levitas, pintor e escultor[33]
- Jenny Lumet, atriz e ativista do #MeToo[34]
- Mary Stuart Masterson, atriz[35]
- Helly Nahmad, negociante de arte[36]
- Jennifer O'Neill, atriz[37]
- Tracy Pollan, atriz[38]
- Dara Resnik, roteirista e produtor[39]
- Simon Rich, escritor[40]
- James B. Rosenwald III, empreendedor[41]
- Tracee Ellis Ross, atriz[42]
- Melissa Russo, jornalista[12]
- Eric Schlosser, jornalista[43]
- Wallace Shawn, ator, dramaturgo[44]
- Marian Seldes, atriz[45]
- Fazal Sheikh, fotógrafo[46]
- Christian Slater, ator[47]
- Jill Stuart, designer de moda[48]
- Emma Sulkowicz, artista de performance[49]
- Veronica Vasicka, fundadora de gravadora e DJ[50]
- Josh Waitzkin, jogador de xadrez[51]
- Dean Wareham, músico[52]
- Julie Warner, atriz[53]
- Bokeem Woodbine, ator[54]
- David Yassky, diretor, Comissão de Táxi e Limusine de Nova Iorque.[12]
- Matt Yglesias, escritor[55]
- Andrew Zimmern, chefe[56]

### Docentes
- Donald Barr, Diretor c. 1964-74.[57]
- Jeffrey Epstein, professor 1973-75. Financista; criminoso sexual condenado[58]
- Yves Volel, professor c. 1968-85. Advogado, ativista, assassinado enquanto concorria à presidência haitiana[59]